# アリスティデス・デ・ソウザ・メンデス

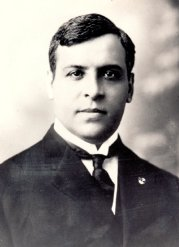
アリスティデス・デ・ソウザ・メンデス

アリスティデス・デ・ソウザ・メンデス・ド・アマラル・エ・アブランチス（Aristides de Sousa Mendes do Amaral e Abranches、1885年7月19日 - 1954年4月3日）は、ポルトガルの外交官。ドイツ軍侵攻下のフランスで本国の命令に反してユダヤ人を含めた難民にビザを発給したことで、多数の人を救ったことで知られ、「ポルトガルのシンドラー」とも呼ばれる。諸国民の中の正義の人。

## 生涯

### 生い立ち
アリスティデス・デ・ソウザ・メンデスは、1885年7月19日 ポルトガル王国のカバナス・デ・ヴィリアトの上流階級の家庭に生まれた。その後外交官となり、サンフランシスコ、ザンジバル、アントワープなどで勤務した後、1938年8月にフランス・ボルドーの総領事となった。

### ビザの発行
1940年5月、ドイツ軍がベネルクス三国およびフランスに侵攻を開始した（ナチス・ドイツのフランス侵攻）。そのため大勢の避難民が西へ向かい、スペイン、ポルトガルを経てアメリカ大陸へと逃げだそうとしていた。しかし、ポルトガルは連合国、枢軸国の両者に挟まれた立場にあったため中立を宣言しており、エスタド・ノヴォの首相（財相、外相、陸軍相、海軍相を兼務）であったアントニオ・サラザールは避難民、特にユダヤ人へのポルトガル通過ビザの発給を禁止していた。
それに対してメンデスは、1940年6月16日から23日の間、本国からの命令に逆らって避難民に対してポルトガル通過ビザを無料で発行した。メンデスは既に政府の命令に反してビザを発給した過去があり、次に行えば厳しく処罰すると警告を受けた上での行動であった。
メンデスの行動は部下や家族からも反対され、本国でも問題視されつつあったが、それでもメンデスはビザを発給し続け、3万人以上の難民に脱出の手助けを行った。内1万2000人がユダヤ人だった。最後には書記官も元台帳にビザ受給者の名前を書くことをあきらめ、登録料の支払いも求めなくなるほどであった。また、フランス・スペイン国境を警備するスペイン兵と交渉して避難民が逃亡できるよう図ったり、部下であった在バイヨンヌ領事に避難民にビザを発給するよう命じたりした。

### 処罰および晩年
メンデスは一切取り繕うことなくビザを発給し続けたため、本国ですぐに問題となる。エスタド・ノヴォ政府は1940年6月23日、メンデスの発給したビザを無効とした。また、懲罰委員会によって「正気を失った人物」として非難された。生命の危険にさらされた避難民を救う人道的な行為であったというメンデスの訴えは退けられ、「公務員はいかなる理由があろうとも命令に疑問を呈する資格はない」として懲戒免職の処分を受け、失職せざるを得なくなった。
失職後のメンデスは12人の子供を抱え、経済的に困窮することとなる。友人たちからも見捨てられ、近親者からもその行動を非難され、違背者の汚名と借金を背負ったまま失意のうちに死去した。しかし最後までビザを発給したことは後悔していなかったとされる。

## 顕彰
死後の1966年、イスラエルより「諸国民の中の正義の人」の称号が授与された。独裁政権崩壊後の1984年、本国でも名誉が回復され、自由勲章を授けられた。1988年には国会が満場一致でメンデスの名誉回復を決め、外交官としての地位を回復した。
サラザール内閣で海外領土相だったアドリアーノ・モレイラは、民主的に選ばれた政府に命じられた命令であっても、「人間的価値に反する行動をとることはできない」と発言し、ニュルンベルク裁判でのナチス戦犯（政府の命令に従って非人道的な行為を行った）と対比してメンデスを賞賛している。奇しくもこれは懲罰委員会の発した懲罰理由とも対比をなす発言である。
1995年には、メンデスを記念した切手が発行された。ポルトガルにはメンデスの名を冠した通りが8つ、中学校が1つあり、オーストリアのウィーンにも彼の名を冠した広場がある。